# Juan Díaz Fleming
Juan Díaz Fleming (Los Andes, 29 de diciembre de 1937) es un ceramista y escultor chileno, especializado en obras de gran formato.

## Datos biográficos
Díaz Fleming estudió en la Universidad de Chile, especializándose en escultura en el Departamento de Bellas Artes. Terminó su educación con un grado del Departamento de Artes Aplicadas, con el título de ceramista. Su primera ocupación fue en el centro de formación del Ministerio de Educación como profesor de Artes Plásticas. En 1983 pasó tres meses en Taiwán con una beca de formación del gobierno, aprendiendo tecnología cerámica . Otro viaje de estudios al extranjero le ocupó el año 1988 en la Universidad Complutense de Madrid, España. Al año siguiente participó en el"Encuentro Latinoamericano de Cerámica Artística" en Córdoba , celebrado en Argentina. En la actualidad es Profesor Asociado en la Universidad de Tarapacá en Arica.

## Obras
Díaz Fleming es el autor de la serie de esculturas monumentales unidas bajo el título " Presencias tutelares". Otras obras de tamaño similar, fueron instaladas en Concepción ("Rucapillán") y en Copiapó ("Atacama"). Las obras de Díaz Fleming se encuentran en el Museo de Arte de Valparaíso, el Museo de Arte Contemporáneo de Santiago de Chile, en la Universidad Complutense de Madrid, el Museo de Arte Moderno en la Universidad de Santa Catalina en Florianópolis, Brasil, y en museos de Perú y Ecuador.

## Exposiciones individuales
- 1976, 1989, en Tacna, Perú
- 1977, 1979, 1983 en Santiago de Chile
- 1987, 1990, en Iquique, Chile
- 1989 en Madrid, España
- 1992 en Arica, Chile
- 1993 en Cuenca, Ecuador
- 1992 en Valparaíso, Chile
- 1995 en Quito, Ecuador
- 1996 en Arequipa, Perú

## Premios y premios
- Medalla de Oro del Presidente de la República, en Valparaíso (Chile), 1968
- Premio de escultura en el Salón de Verano de Viña del Mar, 1970
- Premio de Honor de la primera Bienal Internacional de Arte en Valparaíso (Chile), 1973
- Medalla de Escultura en el Concurso Nacional de Bellas Artes, Santiago de Chile, 1976
- Primer Premio en Escultura ", Certamen Nacional de Artes Visuales" (Chile), 1981
- Mención Honrosa, Florianópolis, Brasil, 1994